# Täby kommun
59°26′N 18°05′Ø / 59.433°N 18.083°Ø
Täby kommune ligger i Stockholms län ud til sundet Stora Värtan, lidt nord for det centrale Stockholm i Sverige. Kommunens administrationscenter ligger i byen Täby.

## Byer
Täby kommune har to byer.
indbyggere pr. 31. december 2005.
| #  | By         | Indbyggere |
| -- | ---------- | ---------- |
| 1. | Täby       | 53.548*    |
| 2. | Vallentuna | 6.768**    |

- *Den del af Täby som ligger i Täby kommune. Täby havde i 2005 totalt 58.593 indbyggere (5.034 i Danderyd kommun og 11 i Sollentuna kommun.
- **Den del af Vallentuna som ligger i Täby kommune. Vallentuna havde totalt 26.500 indbyggere i 2005 (19.732 i Vallentuna kommune)

- Wikimedia Commons har flere filer relateret til Täby kommun